# Lithospermum multiflorum
Lithospermum multiflorum är en strävbladig växtart som beskrevs av S. Wats. Lithospermum multiflorum ingår i släktet stenfrön, och familjen strävbladiga växter. Inga underarter finns listade i Catalogue of Life.